# JSK Victoria Sušak
Jugoslavenski sportski klub Victoria Sušak bio je hrvatski sportski klub iz Sušaka.

## Povijest
Osnovan je 1908. kao Srednjoškolski sportski klub Victoria. Isprva je bio klub srednjoškolaca. Victoria je bila prvi hrvatski plivački klub. Klub 1910. mijenja ime u Hrvatski športski klub Victoria. Godine 1911. počeo je praviti igralište na Kantridi. Nakon Prvog svjetskog rata klub prestaje igrati na Kantridi koja postaje igralište riječkih klubova. Kantrida i Rijeka su se tada nalazile u Italiji, a Sušak u Kraljevini SHS. Klub se od 1919. do 1941. zvao Jugoslavenski sportski klub Victoria. Prestaje djelovati tijekom svibnja 1945. Klupski članovi su se nakon Drugog svjetskog rata pridružili Primorcu.